# Misato Mochizuki
Misato Mochizuki (望月 京, Mochizuki Misato) est une compositrice japonaise née en 1969 à Tokyo.

## Biographie
Misato Mochizuki naît le 31 janvier 1969 à Tokyo,.
À l'Institut Yamaha, elle commence jeune la musique, apprenant le piano et le piano électronique dès l'âge de quatre ans et s'initiant à l'improvisation et à la composition. À treize ans, ses premières œuvres sont sélectionnées pour être dirigées à Washington par Rostropovitch.
Misato Mochizuki étudie ensuite à l'Université nationale des beaux-arts et de la musique de Tokyo, l’harmonie, le piano et la composition, et obtient une Maîtrise de composition en 1992. Elle entre ensuite au Conservatoire supérieur de Paris, dans la classe de Paul Méfano, y découvre le sérialisme et est lauréate d'un premier prix de composition de l'établissement français en 1995,.
En 1996-1997, elle suit un cycle de perfectionnement à l'Ircam, apprenant la synthèse sonore et l'électronique, travaille avec Tristan Murail et s'initie à la musique spectrale.
Depuis 2007, Misato Mochizuki enseigne les disciplines artistiques à l'université Meiji Gakuin de Tokyo. Elle tient une chronique culturelle trimestrielle dans le quotidien Yomiuri Shimbun entre 2008 et 2015, puis une rubrique hebdomadaire dans le quotidien économique Nibon Keirzai Shimbun. Au cours de l'année académique 2024/25, elle sera Fellow au Collège scientifique de Berlin.
Ses compositions sont régulièrement inspirées par l'esthétique de Teilhard de Chardin et Roland Barthes. 
Misato Mochizuki, dont les œuvres sont éditées chez Breitkopf & Härtel, vit entre Paris et Tokyo.

## Œuvres
Parmi ses compositions, figurent notamment :
- La Chambre claire, pour ensemble instrumental (15 instruments), commande de la Musik-Biennale Berlin, 1998[7],[8],[4] ;
- Intermezzo I, pour flûte et piano, 1998[9] ;
- Camera lucida, pour orchestre, prix Akutagawa de la meilleure création pour orchestre, 1999[4],[2] ;
- Pas à pas, pour accordéon et basson, 2000[9],[10] ;
- Voilages, pour sextuor, 2000[9],[11] ;
- Homeobox, pour violon, piano et orchestre, commande de la Musik-Biennale Berlin, 2001[8] ;
- Écoute, pour cinq voix et lumière, commande de la SWR pour le festival de Donaueschingen, 2002[8] ;
- Omega Project, pour orchestre, 2002[9],[12] ;
- Wise water, pour neuf instruments, avec des sons de sonar, 2002-2003[9],[13] ;
- Météorites, pour orchestre, commande du Yomiuri Nippon Symphony Orchestra, 2002-2003[9],[14],[8] ;
- Cloud nine, pour orchestre divisé en 8 groupes, prix Otaka de la meilleure pièce symphonique, 2004[2],[9] ;
- Ima, koko, pour orchestre et électronique, 2004[9],[2] ;
- Toccata, pour flûte à bec et koto à 21 cordes, 2005-2007[9],[2] ;
- L'heure bleue, pour orchestre de chambre, grand prix de la Tribune internationale des compositeurs à Dublin, 2007[2],[9] ;
- Nigredo, pour orchestre, 2009-2010[9],[2] ;
- Halai musubi, pour chœur en quatre groupes, 2009-2010[9],[2] ;
- Musubi, pour orchestre symphonique, commande de l'Orchestre philharmonique de Tokyo, 2010[8] ;
- Concertino pour flûtes à bec et ensemble, 2010[15],[2] ;
- Le Monde des ronds et des carrés, pour deux percussionnistes et deux pianistes, 2015[15],[2] ;
- Brains, pour quatuor à cordes, commande de Radio France pour le festival Présences, 2016-2017[9],[2],[8] ;
- Pantopos, musique pour un film d’Eni Brandner, commande du Klangforum Wien, 2019[8].